# Printemps

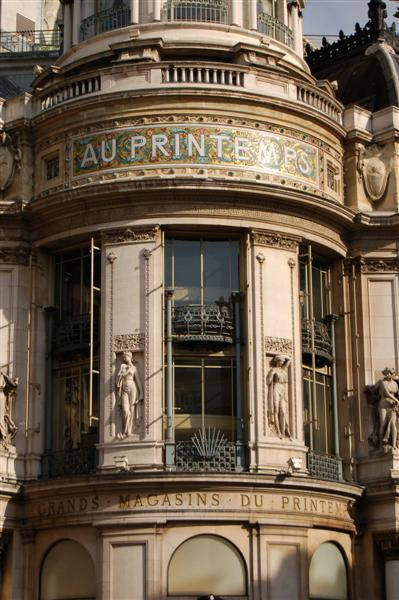
Grand Magasin Printemps a Boulevard Haussmann

Printemps ("primavera" in francese) è una catena di grandi magazzini francesi.
Il negozio principale della catena si trova nelBoulevard Haussmann a Parigi insieme alle Galeries Lafayette, un altro dei principali centri di distribuzione organizzata francesi. Altri negozi Printeps si trovano a Parigi e nel resto della Francia, oltre che in alcune filiali estere fra cui Andorra, Tokyo e Jeddah. I negozi di Seul, Kuala Lumpur e Singapore aperti negli anni ottanta, e quello di Taipei aperto nel 1994, sono invece stati chiusi. L'unico ramo dell'azienda americano si trovava a Denver, Colorado, presso il Broadway Plaza Shopping Center. Aperto nel 1987, in seguito è stato chiuso.
Printemps è stato in precedenza proprietà della PPR group, azienda madre di Gucci e FNAC.
Le figure delle quattro stagioni sulla facciata sono state scolpite da Henri Chapu.